# Dinolestes lewini
Famille
Genre
Espèce
Dinolestes lewini est une espèce de poissons marins perciformes, la seule du genre Dinolestes et de la famille des Dinolestidae.

## Répartition, habitat
Il s'agit d'un poisson endémique présent sur les côtes australienne et de Nouvelle-Galles du Sud. On le trouve à des profondeurs de -5 à -65 m.

## Description
Dinolestes lewini a l'allure d'un petit barracuda. Sa taille maximale est de 84 cm. C'est un poisson grégaire se déplaçant en banc.

## Synonyme
- Dinolestes muelleri Klunzinger, 1872